# گلنشا (پنسیلوانیا)
گلنشا (به انگلیسی: Glenshaw) یک منطقهٔ مسکونی در ایالات متحده آمریکا است که در شهرستان الگینی، پنسیلوانیا واقع شده‌است. گلنشا ۸٫۰ کیلومتر مربع مساحت و ۸٬۹۸۱ نفر جمعیت دارد.